# Lincoln Corrêa dos Santos
Lincoln Corrêa dos Santos (Serra, 16 december 2000) – alias Lincoln – is een Braziliaans voetballer die doorgaans als aanvaller speelt. Hij stroomde in 2017 door vanuit de jeugd van Flamengo.

## Carrière
Lincoln debuteerde op 19 november 2017 in het betaald voetbal in het shirt van Flamengo. Hij viel die dag in de 65e minuut in voor Felipe Vizeu tijdens een met 3–0 gewonnen wedstrijd in de Série A, thuis tegen Corinthians. Lincoln speelde op 14 december 2017 ook zijn eerste wedstrijd in de Copa Sudamericana. Hij kwam die dag in de 85e minuut in het veld als vervanger voor Lucas Paquetá, thuis tegen Independiente (1–1).

## Clubstatistieken
| Seizoen     | Club        | Competitie  | Competitie | Competitie | Beker | Beker | Internationaal | Internationaal | Totaal | Totaal |
| Seizoen     | Club        | Competitie  | Wed.       | Dlp.       | Wed.  | Dlp.  | Wed.           | Dlp.           | Wed.   | Dlp.   |
| ----------- | ----------- | ----------- | ---------- | ---------- | ----- | ----- | -------------- | -------------- | ------ | ------ |
| 2017        | Flamengo    | Série A     | 3          | 0          | 0     | 0     | 1              | 0              | 4      | 0      |
| 2018        | Flamengo    | Série A     | 9          | 0          | 3     | 1     | 4              | 0              | 16     | 1      |
| 2019        | Flamengo    | Série A     | 5          | 1          | 1     | 0     | 0              | 0              | 6      | 1      |
| Club totaal | Club totaal | Club totaal | 17         | 1          | 4     | 1     | 5              | 0              | 26     | 2      |

Bijgewerkt t/m 28 mei 2019

## Interlandcarrière
Lincoln won in 2017 met Brazilië –17 het Zuid-Amerikaans kampioenschap voetbal onder zeventien. Hij nam later dat jaar ook met Brazilië –17 deel aan het WK –17. Hierop werden zijn ploeggenoten en hij derde, nadat ze in de halve finale verloren van de latere toernooiwinnaar Engeland –17. Lincoln nam met Brazilië –20 deel aan het Zuid-Amerikaans kampioenschap –20 van 2019.